# Lachnum sulphureum

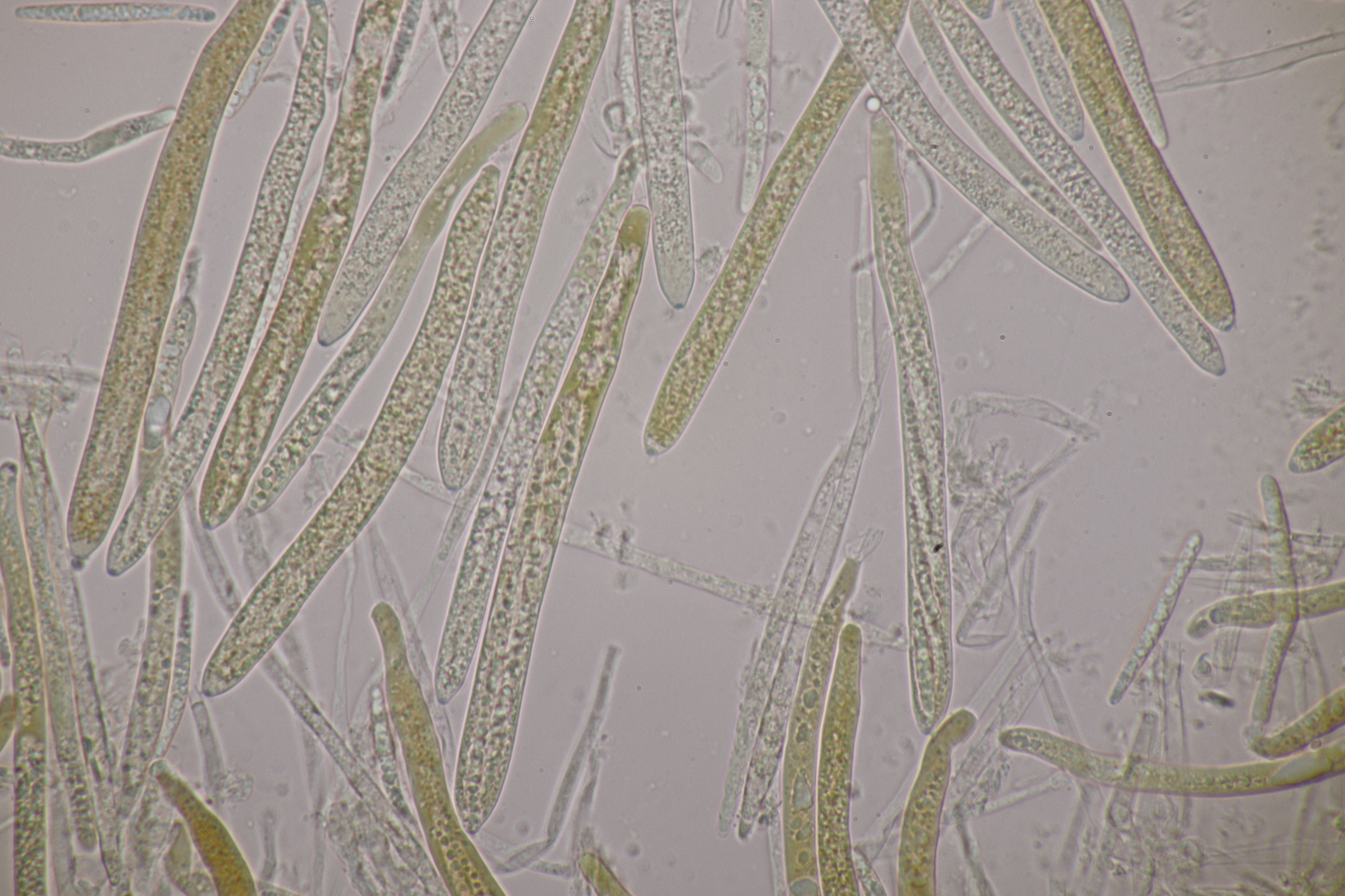

Lachnum sulphureum (Fuckel) P. Karst. – gatunek grzybów należący do klasy patyczniaków (Leotiomycetes).

## Systematyka i nazewnictwo
Pozycja w klasyfikacji według Index Fungorum: Lachnum, Lachnaceae, Helotiales, Leotiomycetidae, Leotiomycetes, Pezizomycotina, Ascomycota, Fungi.
Po raz pierwszy opisał go w 1870 r. Leopold Fuckel, nadając mu nazwę Trichopeziza sulphurea. Obecną nazwę nadał mu Petter Adolf Karsten w 1871 r.
Ma kilkanaście synonimów. Niektóre z nich:
- Belonidium nylanderi (Rehm) Svrček 1979
- Belonidium sulphureum (Fuckel) Raitv. 1970
- Dasyscyphus sulphureus (Fuckel) Massee 1895
- Erinellina nylanderi (Rehm) Seaver 1951
- Lachnum persoonii Fuckel ex A. Pande 2008
- Trichopeziza sulphurea Fuckel 1870[2].

## Morfologia
Owocniki w postaci tarczkowatego apotecjum o średnicy 0,5–1,2 mm. Tarczka owocnika szafranowa, pomarańczowa lub morelowa, tarczki bez hymenium białawe do beżowych, włoski gniade do czarniawych, w 3% KOH przebarwiające się na fioletowo-czerwono. Mają długość 109–193 µm (w tym ich część górna 2,9–3,6 µm), szerokość 3,3–4,1 µm, 10–18-przegród, pokryte są rozsianymi brodawkami.
Worki 83–96 × 5,8–8,4 µm ze sprzążką bazalną. Askospory 21–35 × 2,2–2,9 µm, 0–3(–4)-przegrody, liczne gutule. Parafizy lancetowate, o szerokości 3,1–4,8(–5,6) µm, przewyższające worki o 12–21,5 µm.

## Występowanie i siedlisko
Lachnum sulphureum występuje głównie w Ameryce Północnej, Europie i Azji, ale pojedyncze stanowiska podano także w Afryce, Australii i na Nowej Zelandii. W Europie jest szeroko rozprzestrzeniony. W Polsce M. A. Chmiel w 2006 r. przytoczyła kilka stanowisk, w późniejszych latach podano następne. Aktualne stanowiska podaje także internetowy atlas grzybów. Znajduje się w nim na liście gatunków zagrożonych i wartych objęcia ochroną.
Grzyb saprotroficzny występujący na łodygach roślin zielnych